# 国鉄チキ300形貨車
国鉄チキ300形貨車（こくてつチキ300がたかしゃ）は、かつて日本国有鉄道（国鉄）およびその前身である鉄道省等に在籍した25 t 積二軸ボギー長物車である。当初はオチ21350形（明治44年）と称され、1928年（昭和3年）の形式称号規程改正でチキ300形に改番された。
本項では国鉄から大井川鉄道（現・大井川鐵道）に譲渡された大井川鉄道チキ300形貨車についても記述する。

## 概要
材木、レール、鉄管などの長尺物を輸送する貨車であり、チキ1形の後継形式として1919年（大正8年）から1927年（昭和2年）までに汽車製造、日本車輌製造、新潟鐵工所で445両（オチ21350 - オチ21504、オチ31350 - オチ31639 → チキ300 - チキ744）が製作された。南武鉄道からの買収編入車が1両（チキ745）あり、二車現存車の番号書き換えがあるため、最終番号はチキ750である。

## 構造
全長11,800 mm（連結面間）、床板は厚さ60 mmの木製だった。11本の荷摺木があり、また側面には片側6箇所に柵柱受けがあって、高さ1,100 mmの木製柵柱を立てることができた。
1952年（昭和27年）度に当時在籍していた全車（420両）に対して更新工事が行われ、この際荷摺木は15本に、柵柱は高さ1,895 mmの鋼製柱にそれぞれ交換を行った。更新工事は旭川工場（170両）、郡山工場（40両）、新小岩工場（110両）、吹田工場（70両）、小倉工場（30両）の5か所にて行われた。
台枠はトラス棒付きの鋼製平形台枠で、台車は枕ばねに2重コイルばねを用いたアーチバー式二軸ボギー台車のTR16である。台車中心間距離は8,000 mm、最高運転速度は65 km/h。自重は11.4 t - 12.1 tで、換算両数は空車1.2、積車3.0である。連結器は、当初はねじ式であったが、1925年（大正14年）に自動連結器に交換している。
老朽化のため高速化が困難であったことから、1968年（昭和43年）10月1日のダイヤ改正に向けて廃車が進められた。1967年（昭和42年）度末には17両が残存していたが、1968年（昭和43年）度末には2両となった。この2両がその後も帳簿上在籍し続けたが、1983年（昭和58年）度に除籍された。

## 譲渡

### 三菱鉱業大夕張鉄道チキ1形貨車
1951年（昭和26年）5月25日、1両（チキ323）が三菱鉱業大夕張鉄道に譲渡され、チキ1となった。

### 大井川鉄道チキ300形貨車
大井川鉄道チキ300形貨車は、大井川鉄道が大井川本線用として1962年（昭和37年）から1980年（昭和55年）にかけて保有した、25 t積木造ボギー長物車。
1921年（大正10年）から1924年（大正13年）にかけて製造された国鉄チキ300形貨車を譲り受けたもので、1962年（昭和37年）と1963年（昭和38年）にそれぞれ2両、計4両を譲り受けチキ301 - 304とした。木材の運搬に使用されたが、木材貨物の減少で運用頻度が低下したことから1980年（昭和55年）に最後まで残ったチキ303が廃車され形式消滅した。
チキ303は廃車後も新金谷車両区に残存しており、現在は同区および新金谷駅構外側線での資材運搬のみに使用されている。
| 製造年 | 製造所       | 国鉄記号番号 | 譲受年 | 大井川記号番号 | 廃車日         | 備考       |
| ------ | ------------ | ------------ | ------ | -------------- | -------------- | ---------- |
| 1924年 | 日本車輌製造 | チキ661      | 1962年 | チキ301        | 1972年10月10日 | 名鉄へ譲渡 |
| 1924年 | 新潟鉄工所   | チキ722      | 1962年 | チキ302        | 1972年10月10日 | 名鉄へ譲渡 |
| 1921年 | 汽車製造     | チキ341      | 1963年 | チキ303        | 1980年12月22日 |            |
| 1923年 | 汽車製造     | チキ564      | 1963年 | チキ304        | 1974年3月23日  |            |

### 名鉄チキ300形貨車
名鉄チキ300形貨車は名古屋鉄道が保有した25 t積木造ボギー長物車。1972年（昭和47年）に大井川鉄道チキ300形貨車（チキ301, 302）を購入のうえ柵柱を撤去し、回転枕木およびジブクレーンを搭載する改造を行った。保線用車両として使用され、1993年（平成5年）に形式消滅した。

## 保存車両
廃車になった車両のうち、チキ427は陸上自衛隊に譲渡され朝霞駐屯地の輸送学校において、戦車・装甲車などの大型車両の搭載実習に使用されている。